# Anaxándridas I
Anaxándridas I, rey de Esparta (¿675-645 a. C.?), perteneciente a la dinastía de los Euripóntidas. Sucedió a su padre el rey Teopompo. Le siguió su hijo, Zeuxidamas.
Sin embargo, Pausanias da una variante diferente en la sucesión de los reyes euripóntidas de Esparta. En ella, al viejo rey Teopompo le sucedería en el trono su nieto Zeuxidamas, hijo del príncipe Arquelao, fallecido en vida de su padre. No está claro cuál de las dos versiones sería la correcta, tal vez ninguna de las dos. Hay que tener en cuenta que solamente a partir del siglo VI a. C. podemos considerar las genealogías reales como plenamente históricas.
| Predecesor: Teopompo | Rey de Esparta c. 675 a. C. - c. 645 a. C. | Sucesor: Zeuxidamas |